# Cube Entertainment
Cube Entertainment (кор. 큐브엔터테인먼트) — южнокорейская звукозаписывающая компания и агентство по поиску талантов, музыкальная продюсерская компания, компания по организации мероприятий и организации концертов, а также музыкальное издательство. Компания была основана в 2006 году. В апреле 2020 года основатель Cube Хон Сын Сон ушел из компании из-за спора о праве собственности.
В настоящее время лейбл управляет несколькими артистами, а именно Джо Квон, Чан Хёнсын, BTOB, Pentagon, Ю Сонхо, (G)I-dle, Lightsum, Ли Хвиджэ, Хо Гёнхван и Пак Мисон. Ранее в лейбле находились такие исполнители, как 4minute, Beast, G.NA, Ро Джихун, Рейн, A Train To Autumn, CLC и др.

## История

### 2006—2010: Основание и артисты первого поколения
Cube Entertainment была основана 29 августа 2006 года Хон Сын Соном (Саймоном Хонгом), бывшим президентом JYP Entertainment, и Шин Чон Хва (Моника Шин) как Playcube Inc. Из-за того, что Сын Сон раньше являлся президентом JYP, Cube считали дочерней компанией, однако это независимое агентство.
В 2009 году дебютировали первые две группы Cube: женская группа 4Minute дебютировала в июне, а мужская группа Beast — в октябре.
В 2010 году, G.NA стала первым сольным артистом, дебютировавшим в Cube.

### 2011—2014: Артисты второго поколения, и смена ген.директора
В 2011 году был основан независимый лейбл A Cube Entertainment, которая управляет женской группой A Pink, которая дебютировала в апреле того же года. В 2012 году основали подлейбл Cube DC, и под его руководством в марте дебютировала мужская группа BTOB.
В сентябре 2012 года комедиант Ким Кири подписал с Cube контракт на осуществление деятельности, и стал первым актёром агентства. В том же году Пак Чун Мин занял пост генерального директора, так как Хон Сын Сон был болен.
В 2013 году корейский артист Рэйн подписал контракт с Cube Entertainment. Он официально вступил в армию после завершения военной службы 10 июля 2013 года. Три месяца спустя Cube выпустили цифровой сингл для своей новой солистки Шин Джи Хун, которая вошла в топ-6 корейского певческого конкурса K-pop Star 2. Ещё одна новая солистка, О Е Ри, выпустила свой дебютный цифровой сингл 6 ноября. Она была победительницей фестиваля песни MBC's MBC College Song Festival в 2009 году.
В августе 2014 года саб-лейбл Cube DC объединился с Cube.

### 2015—2017: Артисты третьего поколения
В 2015 году состоялся дебют новой женской группы CLC. В конце 2015 года A Cube Entertainment, которая управляет Хо Гаком и Apink, была приобретена её дистрибьютором LOEN Entertainment. Loen купили 70 % акций A Cube, тем самым став единственным владельцем агентства. A Cube стал отдельным и самостоятельным лейблом под названием LOEN Entertainment с новым названием Plan A Entertainment.
В феврале 2016 года штаб-квартира Cube, расположенная в Чхондам-доне, переехала в Сондон-гу, недалеко от станции Сондон. В марте 2016 года Cube приобрели Starline Entertainment в качестве дочерней компании. В июне первая женская группа Cube 4Minute распалась. В июле кафе Cube было вновь открыто в новом здании под названием Cafe 20 Space: The Mint Universe. В конце года Шин Дэ Нам был избран новым генеральным директором Cube Entertainment, заменив бывшего генерального директора Пак Чон Мина.
Он был бывшим редактором журнала Ilgan Sports и президентом Yedang Media.
В октябре дебютировала новая мужская группа PENTAGON.
В начале 2017 года Universal Music продал свою 8%-ную долю в Cube. После этого Cube Entertainment подписали дистрибьюторский контракт с Kakao M (ранее LOEN) для будущего распространения музыки и контента. В марте Cube Entertainment, как сообщается, столкнулась с огромным дефицитом после серьёзных операционных убытков в 2016 году, ухода группы BEAST, которая, как сообщается, составляла 45 % от их общего объёма продаж и THAAD.
В середине 2017 года два стажера Cube Ю Сон Хо и Лай Гуанлинь приняли участие во 2-м сезоне шоу на выживание от Mnet Produce 101. Лай Гуанлинь занял 7-е место и попал в проектную группу, а Ю Сон Хо занял 17-е место. Лай Гуаньлинь дебютировал в составе мужской группы Wanna One, где он продвигался до 31 декабря 2018 года.. Чон Со Ен, участвовавшая в первом сезоне Produce 101 и Unpretty Rapstar, дебютировала в качестве солистки в ноябре 2017 года со своей песней «Jelly». Чжо Квон из балладной группы 2AM подписал контракт с лейблом в качестве сольного исполнителя в том же месяце, проработав 16 лет в JYP Entertainment.
14 ноября Cube Entertainment опубликовала отчет о доходах за третий квартал, при этом выручка выросла на 15 процентов по сравнению с 22 процентами во втором квартале, в основном благодаря успеху BtoB, Хёны и росту Pentagon и Ю Сын Хо, видеоконтенту и другим дополнительным предприятиям. В том же месяце компания D’Live Co., третий по величине поставщик услуг кабельного телевидения, стремится продать свои доли в развлекательных подразделениях iHQ Inc и Cube Entertainment Inc. В настоящее время D’Live владеет 45-процентной долей в iHQ и 30-процентной долей в Cube Entertainment.

### 2018-н.в: Артисты четвёртого поколения, расширение бизнеса, U CUBE и смена генерального директора
Телеведущий Ли Хви Чжэ подписал контракт с Cube 5 марта 2018 года. В отчете, опубликованном в апреле, Cube заявили, что она успешно получили прибыль в 2017 году, что является долгожданным улучшением после того, как компания понесла серьёзные убытки в 2016 году. В апреле 2018 года Ю Сон Хо дебютировал в качестве сольного исполнителя. 2 мая дебютировали (G)I-DLE, это их третья женская группа после 4Minute и CLC. 4 мая Cube Entertainment объявили о концерте United Cube Concert — One с участием своих собственных артистов. Концерт состоялся в KINTEX в Ульсане 16 июня билеты были распроданы за две минуты.
2 августа 2018 года были опубликованы фотографии Хёны с E-Dawn из PENTAGON на его дне рождения 4 июня . Cube Entertainment опровергли слухи о том, что они встречаются, однако позже в тот же день она и E-Dawn дали интервью Yeonhap News, признавшись в своих отношениях, которые начались в мае 2016 года. Компания подтвердила их отношения, отменой всех ранее запланированных выступлений для Triple H. 13 сентября Cube Entertainment объявили о расторжении своих контрактов, сославшись на то, что они не могут «поддерживать доверие». Однако Куб заявил, что ситуация все ещё рассматривается и для них ещё ничего не решено, заявив, что вопрос будет решен.
15 октября Cube Entertainment официально подтвердила уход Хены, объявив, что компания достигла соглашения с Хеной о расторжении её контракта.
25 октября Cube подписал контракт с Haohao Wenhua Media Company (Hot Idol, Haohao Bangyang Agency) (кит. 好好榜样) на деятельность в Китае. 5 ноября дебютировала балладная группа A Train To Autumn (кор. 가을로 가는 기차; ром.: Gaeullo Ganeun Gicha). 14 ноября Cube Entertainment официально подтвердили уход E-Dawn. 23 ноября Cube основал новый лейбл U-Cube с Universal Music Japan для деятельности в Японии. Сообщалось, что продажи Cube в 2018 году выросли на 46,7 % в годовом исчислении до 35,8 млрд вон. За тот же период операционная прибыль подскочила на 809,3 % до 1,9 млрд вон, а чистая прибыль превратилась в прибыль в 1 млрд вон благодаря успеху продаж альбомов и концертов BtoB, «Shine» PENTAGON, дебюту (G)I-DLE и деятельности Лай Гуаньлиня. Продажи музыки Cube также выросли на 58 % до 8,8 млрд вон из-за популярности песен (G)I-DLE «Latata» и «Hann (Alone)».
В начале 2019 года Cube Entertainment выбрали NetEase Music своим стратегическим партнером в качестве платформы для продвижения в Китае. 23 января компания D’Live Co. попыталась продать свои доли в развлекательных подразделениях iHQ Inc. и Cube Entertainment Inc. В настоящее время D’Live владеет 45-процентной долей в iHQ и 30-процентной долей в Cube Entertainment. 19 августа Ли Сан Чжун подписал эксклюзивный контракт с Cube. Два дня спустя было объявлено, что следующим подпишут контракт участница Produce 48 Хан Чо Вон и участница проекта The Unit: Idol Rebooting Project Ли Чжу Хен. В четвёртом квартале 2019 года Cube зафиксировали 22,6 миллиарда вон и 40,3 миллиона вон операционной прибыли благодаря песни (G)I-DLE «Lion» и мировому туру Pentagon Prism. В целом продажи Cube в 2019 году снизились на 13,9 %, операционная прибыль-на 51,1 %, а чистая прибыль-на 35,8 % по сравнению с предыдущими годами.
В начале 2020 года комик Пак Ми Сун подписал эксклюзивный контракт с Cube. 21 февраля VT GMP, как сообщается, приобрела 30,61 % акций Cube Entertainment, сменив крупнейшего акционера Cube с iHQ на VT GMP, и планирует играть активную роль в укреплении бизнеса и продвижении волны Халлю через свою дочернюю компанию KVLY. 26 марта Шин Дэ Нам подал в отставку с поста генерального директора Cube Entertainment. Ан Ву Хен и Ли Дон Кван были назначены новым генеральным директором Cube Entertainment. Ан Ву Хен является генеральным директором KVLY, а Ли Дон Кван вице-президентом VT GMP. 17 апреля Cube запустили глобальную фан-страницу U CUBE для поклонников по всему миру, чтобы общаться со своими артистами и предоставлять такие услуги, как автоматический перевод на различные языки и системы подачи заявок на записи музыкальных шоу.
16 июня 2020 года модель Мун Су Ин подписал эксклюзивный контракт с Cube Entertainment. 23 июня район Сондон-гу подписал соглашение с Cube о содействии возрождению городов на основе культурного контента с помощью различных культурных материалов, таких как фестиваль и контент YouTube. 25 июня Cube в партнерстве с VT GMP запустила новую глобальную программу прослушивания под названием See Saw Game, которая, как ожидается, будет транслироваться через китайские потоковые платформы. Программа прослушивания разработана дочерней компанией SBS Formattist Co., Ltd. и писателем Паком Вон У из King of Mask Singer. 2 июня Cube подписали эксклюзивный контракт с Alibaba Group на поддержку деятельности своих артистов в Китае. Артисты Cube получат поддержку от Alibaba для таких мероприятий, как фильмы, дорамы, реклама и выступления в Китае. Это первый случай, когда китайская IT-компания подписала эксклюзивный контракт на артистическую деятельность с корейским агентством.
В сентябре 2020 года Cube объявили, что они совместно организовали мероприятие под названием M.O.M (Message of the Moon) Project. Это проект по доставке посланий надежды и пожеланий в разгар вспышки коронавируса, а также по запуску большой искусственной луны диаметром 12 м, высотой 20 м и 21 маленькой искусственной луны диаметром 2 м и кинотеатра драйв-ин в парке Салгоджи, Сондон-гу. 21 октября Cube подписали стратегическое деловое соглашение с Hanwha Life Insurance для повышения узнаваемости бренда, укрепления маркетинговых возможностей и разработки нового контента.
6 января 2021 года Cube Entertainment объявили, что подписали контракт с платформой Webtoon, Comics Family, на производство видеоконтента со своим IP. Компания планирует выпускать 12 эксклюзивных видеоконтентов на IP-сайтах webtoon в год с семейством Comics. Они планируют распространять дорамы по всему миру через различные ОТТ-платформы.
10 июня дебютировала их четвёртая женская группа Lightsum.
3 августа Чан Хёнсын покинул Cube Entertainment после истечения срока его контракта.
13 августа Чхве Юджин из CLC сделала неофициальное объявление на шоу Girls Planet 999 о том, что Cube сообщили CLC, что они больше не будут заниматься групповой деятельностью. 22 октября Юджин успешно заняла 3-е место в финальном эпизоде шоу на выживания Girls Planet 999, дебютировав в проектной группе из девяти человек, Kep1er.
14 августа Cube Entertainment объявила об уходе Суджин из (G)I-DLE после обвинения в издевательствах в школе.
16 ноября Cube Entertainment объявили об уходе Сон из CLC после расторжения её эксклюзивного контракта.

## Философия
Cube Entertainment ставит перед собой задачу сделать своих артистов примерами для подражания, поэтому многие из них принимают участие в создании своих песен.

## Дочерние компании

### Music Cube
Music Cube（кор. 뮤직큐브）- была основана в Корее 18 августа 2005 года. Это независимая компания по авторскому праву на музыку, которая в основном занимается публикацией, производством, визуальным дизайном и управлением авторскими правами на музыкальные продукты. Штаб-квартира находится в Нонхён-дон, Сеул.
Music Cube Japan — является японской дочерней компанией Music Cube. Он был основан в Японии 21 января 2009 года. В основном он занимается производством, разработкой, продвижением и управлением авторскими правами на музыкальные продукты. Штаб-квартира находится в Минато, Токио.

### CUBE DC
Cube DC（кор. 큐브DC）- Была основана в 2012 году. Это дочерняя компания Cube Entertainment. Материнская компания Cube Entertainment объявила 27 августа 2014 года, что была приобретена в качестве 100 % дочерней компании.

### Cube Entertainment Japan
Cube Japan（яп. キューブジャパン）- является зарубежным филиалом Music Cube. Он был основан в Японии в 2012 году и в основном отвечает за зарубежное продвижение и распространение материнской компании и сопутствующих товаров. Штаб-квартира находится в Минато-ку, Токио, а позже управляется CUBE Entertainment JAPAN для работы в Японии.
Cube Entertainment Japan (CUBE ENTERTAINMENT JAPAN Co., Ltd.) — японская компания, принадлежащая Cube Entertainment. Он был основан в Японии 27 октября 2015 года. Он на 100 % принадлежит Cube Entertainment, а его капитал составляет 96 миллионов иен. Он отвечает за прямое планирование и управление деятельностью артиста материнской компании в Японии. Штаб-квартира сейчас находится в Аояма, Минато, Токио.

### Starline Entertainment
Starline Entertainment（кор. 스타라인엔터테인먼트를）— 12 февраля 2016 года представители Пак Сон Су достигли соглашения с Cube Entertainment о том, чтобы стать дочерней компанией Cube Entertainment.
18 июля 2017 года объединённая дочерняя компания Starline Entertainment.

### Cube TV
Cube TV（кор. 큐브TV）— был основан 1 июля 2015 года, iHQ сотрудничает с Cube Entertainment, каналом управления инвестициями iHQ, Cube предоставляет программный контент.
Cube TV Hangtime — В 2018 году Cube Entertainment объединились с Kiswe Mobile, чтобы создать приложение с 12-ю многовидовыми камерами «Cube TV Hangtime». Это интерактивное мобильное видео, в котором зрители могут взаимодействовать с артистами. 16 июня приложение Cube TV Hangtime показало четырёхчасовой концерт «United Cube Concert — One» для аудитории, которая не смогла присутствовать на концерте.

### U-Cube
23 ноября 2018 года Cube Music и Universal Music Japan учредили U-Cube для зарубежного продвижения и распространения артистов и сопутствующих товаров.

## Партнёры

### Дистрибьютеры
- Kakao M
- U-Cube, Universal Music Japan (Япония)
- NetEase Music (Китай)
- Alibaba Group (Китай)
- Republic Records (только (G)I-DLE)

## Артисты
Артисты Cube Entertainment так известны как United Cube.
| - PENTAGON - (G)I-DLE - Lightsum - Nowadays | - Чо Квон - Ли Чансоб - Ли Минхёк - Шин Пэниэль - Им Хёншик - Юк Сончжэ - Со Ынкван - Чон Соён - Ю Сонхо - Сон Юци - Чо Миён | - BTOB Blue - BTOB 4U - Wooseok x Kuanlin | - OG SCHOOL PROJECT — Чо Ву Чан (вместе со стажёрами Starship Entertainment) - Station Young — Чон Соён (вместе с Сыльги (Red Velvet), Чонха и Синби (GFriend') - K/DA — Соён и Миён (вместе с Джейра Бёрнс и Мэдисон Бир) - Super Five (다섯장) — Хуи (вместе с MJ (Astro), Ок Джин Ук, Чу Хёк Джин (A.cian) Пак Хён Сок) |

### Актёры
| - На Ин Ву - Юк Сон Чжэ - Yeo One - Хонсок - Квон Ын Бин - Шин Юджин - Ю Сон Хо - Юй Бин - Хан Чо Вон - Чо Миён - Ян Ан - Пак Сун Ян | - Ли Хви Чжэ - Хо Гён Хван - Юк Сон Чже - Ли Сан Чжун - Пак Ми Сун |

### Звукозаписывающие артисты
| - Ли Минхёк - Ли Чансоб - Им Хёнсик - Пыниэль - Чжинхо - Чан Еын - Юк Сон Чжэ - Квон Ын Бин - Джинхо - Хуи - Хонсок - Yeo One - Шинвон - Юто - Кино - Wooseok - Чон Соён - Минни - Юци | - Со Ын Кван - Ли Минхёк - Ли Чансоб - Им Хёнсик - Пыниэль - Чон Ильхун - Чжинхо - Чан Еын - Квон Ынбин - Джинхо - Хуи - Хонсок - Yeo One - Шинвон - Юто - Кино - Wooseok - Чон Соён - Минни - Юци |  |

#### Домашние и приглашенные композиторы
- Со Джун Сик (штатный)
- Джэ Бин Шин (инженер звукозаписи и микширования)
- Со Джэ У (продюсерская группа Tenten)
- BreadBeat (команда производителей Tenten)
- Со Ён Бэ (продюсерская группа Tenten)
- Bicksancho, Ким Тэ Хо (Yummy Tone Producing Team)
- Пак Хэ Ил (Yummy Tone Producing Team)
- Чхве Мин Су (продюсерская группа MosPick Music)
- Чо Сон Хо (продюсерская группа MosPick Music)
- Сон Ён Джин (продюсерская группа MosPick Music)
- Кан Дон Ха (музыкальная продюсерская группа MosPick)
- Им Сан Хёк
- Чо Сон Хун
- Но Гён Мин
- Чон Да Вон
- Чой Гю Ван (DAVII)
- Джерри Ли
- Квон Сок Хон
- Оливье Акос Кастелли

### Танцевальные команды
- Star System
- Yama & Hotchicks
- team3dcolor

## Бывшие артисты
- M4M (2013—2015)
- О Йери (2013—2015)
- Рейн (2013—2015)[66]
- 4Minute (2009—2016)
  - Нам Джихён (2009—2016)
  - Хо Гаюн (2009—2016)
  - Чон Джиюн (2009—2016)
  - Квон Сохён (2009—2016)
  - Ким Хёна (2009—2018)
- Beast (2009—2016)
  - Юн Дуджун (2009—2016)
  - Ян Ёсоб (2009—2016)
  - Ли Кикван (2009—2016)
  - Сон Донун (2009—2016)
  - Ён Джунхён (2009—2016)
  - Чан Хёнсын (2009—2021)[67]
- BTOB (2012–2023)
  - Чон Ильхун (2012–2020)
  - Со Ын Кван (2012–2023)
  - Ли Мин Хек (2012–2023)
  - Ли Чан Соб	 (2012–2023)
  - Им Хён Шик (2012–2023)
  - Пэниэль Син (2012–2023)
  - Юк Сон Чжэ (2012–2023)
- На Ину (2012–2024) [68]
- G.NA (2010—2016)
- Ро Джихун (2011—2017)
- Trouble Maker (2011—2014)[69][70]
- Ким Кири (2012—2018)
- Шин Джихун (2013—2017)
- Пак Минха (2015—2017)
- Seo Woo (2016—2017)
- Чхве Дэхун (2016—2017)
- CLC (2015—2022)
  - Сон (2015—2021)
  - Элки (2016—2021)[71]
  - Сынён (2015—2022)
  - Еын (2015—2022)
  - Сынхи (2015–2024)
- PENTAGON
  - E’Dawn (2016—2018)
  - Йенан (2016–2023)
  - Ëвон 2016–2023)
  - Юто (2016–2023)
  - Кино (2016–2023)
  - Усок (2016–2023)
- Чо Учан (2017—2019)[72]
- Лай Гуаньлинь (2017—2021)[73]
- A Train To Autumn (2018—2020)[74]
- (G)I-DLE
  - Со Су Джин (2018—2021)
- Lightsum
  - Хвиён (2021—2022)
  - Джиан (2021—2022)
- Джо Квон (2017-2024)

## Концерты и турне United Cube
- 2010 Cube Stars Party (10 августа)[75]
- 2011 Cube Stars Party (6 марта)[76][77]
- 2011 United Cube Concert: Лондон, Англия (5 декабря),[78] Сан-Паулу, Бразилия (13 декабря)[79][80][81][82]
- 2013 United Cube Concert: Нанкин, Китай (26 января), Сеул, Южная Корея (2 февраля),[83][84] и Иокогама, Япония (21 февраля)[85][86]
- 2015 BesTV Channel-M Cube Festival (30 сентября)[87]
- 2016 I Want Cube Pop in Macau (5 марта)[88]
- 2018 United Cube Concert — One (16 июня)[89]
- 2019 U & Cube Festival in Japan (23 марта)[90]

## Награды и номинации
| Год  | Премия                            | Номинация                                             | Результат |
| ---- | --------------------------------- | ----------------------------------------------------- | --------- |
| 2010 | Golden Disk Awards                | Producer Award                                        | Победа    |
| 2010 | Golden Disk Awards                | Credit Award                                          | Победа    |
| 2011 | Golden Disk Awards                | Producer Award                                        | Победа    |
| 2012 | Gaon Chart Music Awards           | Награда за вклад в K-pop / Награда за заслуги в жизни | Победа    |
| 2013 | Golden Disk Awards                | Producer Award                                        | Победа    |
| 2013 | Idol Star Athletics Championships | Общий победитель                                      | Победа    |
| 2014 | Idol Star Athletics Championships | Общий победитель                                      | Победа    |
| 2015 | Idol Star Athletics Championships | Общий победитель                                      | Победа    |
| 2016 | Idol Star Athletics Championships | Общий победитель                                      | Победа    |
| 2017 | Korea Drama Awards                | Награда за международный менеджмент                   | Победа    |
| 2019 | Child Diabetes Volunteer Award    | Главный приз                                          | Победа    |